# Hep Stars bästa
Hep Stars bästa är ett samlingsalbum av Hep Stars, släppt 1970. 

## Låtlista
1. Cadillac
2. Farmer John
3. Malaika
4. Consolation
5. Donna
6. I natt jag drömde (Last Night I Had the Strangest Dream)
7. Mot okänt mål
8. Wedding
9. Sunny Girl
10. Let It Be Me
11. Tända på varann
12. Speleman
13. Är det inte kärlek säg
14. Bald Headed Woman